# Punk'd
Punk'd är ett amerikanskt TV-program som visas på MTV med Ashton Kutcher som programledare. Programmet är en variant på dolda kameran men i Punk'd är det alltid kändisar som blir lurade. Punk'd visades första gången 2003.

## Kändisar som blivit lurade
| - Ashley Tisdale - Akon - Benjamin Mackenzie - Jessica Alba - Tori Amos - Pamela Anderson - Carmelo Anthony - Ashanti - Stone Cold Steve Austin - Tyra Banks - Travis Barker - Mischa Barton - Jason Bateman - Halle Berry - Jerome Bettis - Jessica Biel - Rachel Bilson - Thora Birch - Bizarre - Bow Wow - Lara Flynn Boyle - Zach Braff - Brandy - Adam Brody - Adrien Brody - Chris Brown - Sophia Bush - Ryan Cabrera - Trishelle Cannatella - Vanessa Carlton - Nick Carter - Chingy - Ciara - Rachael Leigh Cook - Simon Cowell - Kaley Cuoco - Rosario Dawson - Daddy Yankee - Taye Diggs - Jamie-Lynn DiScala - Hilary Duff - Kirsten Dunst - Eliza Dushku - Carmen Electra - Shannon Elizabeth | - Missy Elliott - Eve - Vivica A. Fox - The Game - Seth Green - Tony Hawk - Salma Hayek - Jon Heder - Jennifer Love Hewitt - Katie Holmes - Marques Houston - Allen Iverson - Jadakiss - Chris Klein - Beyoncé Knowles - Mila Kunis - Nick Lachey - Avril Lavigne - Tommy Lee - Lisa Leslie - Lindsay Lohan - Eva Longoria - George Lopez - Jesse McCartney - Benjamin McKenzie - Bernie Mac - Benji Madden - Joel Madden - Jena Malone - Bam Margera - Mario - Jesse Metcalfe - Dave Mirra - Kelly Monaco - Mandy Moore - Frankie Muniz - Mýa - Tracy Morgan - Dave Navarro - Dirk Nowitzki - Jermaine O'Neal - Shaquille O'Neal - Omarion | - Jack Osbourne - Kelly Osbourne - Outkast - Travis Pastrana - Matthew Perry - Mekhi Phifer - Pink - Laura Prepon - Jaime Pressly - DJ Qualls - Raven - Tara Reid - Denise Richards - Kevin Richardson - Nicole Richie - Kid Rock - Mike Shinoda - The Rock - Andy Roddick - Michelle Rodriguez - Ja Rule (artist) - Zoe Saldana - Warren Sapp - Mike Shinoda - Ashlee Simpson - Jessica Simpson - Jeremy Sisto - Brittany Snow - Joss Stone - Julia Stiles - Zac Efron - T.I. - Amber Tamblyn - Justin Timberlake - Triple H - Tyrese Darnell Gibson - Usher - Wilmer Valderrama - Sofía Vergara - Kanye West - Serena Williams - Evan Rachel Wood - Ying Yang Twins - Danny Masterson - Christopher Masterson |

## Kändisar som har blivit lurade, men som inte sänts
- Juliette Lewis (Glömde bort att sända, under säsong 4 eller 5)
- JoJo (Glömde bort att sända, under säsong 4 eller 5)
- Terrell Owens (Glömde bort att sända, under säsong 5)
- David Spade
- Alex Rodriguez (vägrade låta inslaget sändas)
- Simple Plan (Upptäckte kamerorna)
- Tré Cool
- Michael Vartan (Enligt programledaren, hotade Vartans advokater med en stämning)